# Wilhelm Bohnstedt
Wilhelm Bohnstedt (5 octobre 1888 à Schmarsow - 11 août 1947 à Hamelin) est un Generalleutnant allemand qui a servi au sein de la Wehrmacht pendant la Seconde Guerre mondiale.
Il a été récipiendaire de la croix de chevalier de la croix de fer. Cette décoration est attribuée pour récompenser un acte d'une extrême bravoure sur le champ de bataille ou un commandement militaire avec succès.

## Biographie
Wilhelm Bohnstedt est capturé en 1945 et reste en captivité jusqu'en 1947.

## Décorations
- Croix de fer (1914)
  - 2e classe (14 octobre 1914)
  - 1re classe (1er août 1916)
- Insigne des blessés (1914)
  - en noir (12 juin 1918)
- Croix d'honneur
- Agrafe de la croix de fer (1939)
  - 2e classe (22 septembre 1939)
  - 1re classe (2 octobre 1939)
- Médaille du Front de l'Est
- Croix de chevalier de la croix de fer
  - Croix de chevalier le 13 octobre 1941 en tant que Generalmajor et commandant de la 32. Infanterie-Division[1]